# Material vitrocerámico

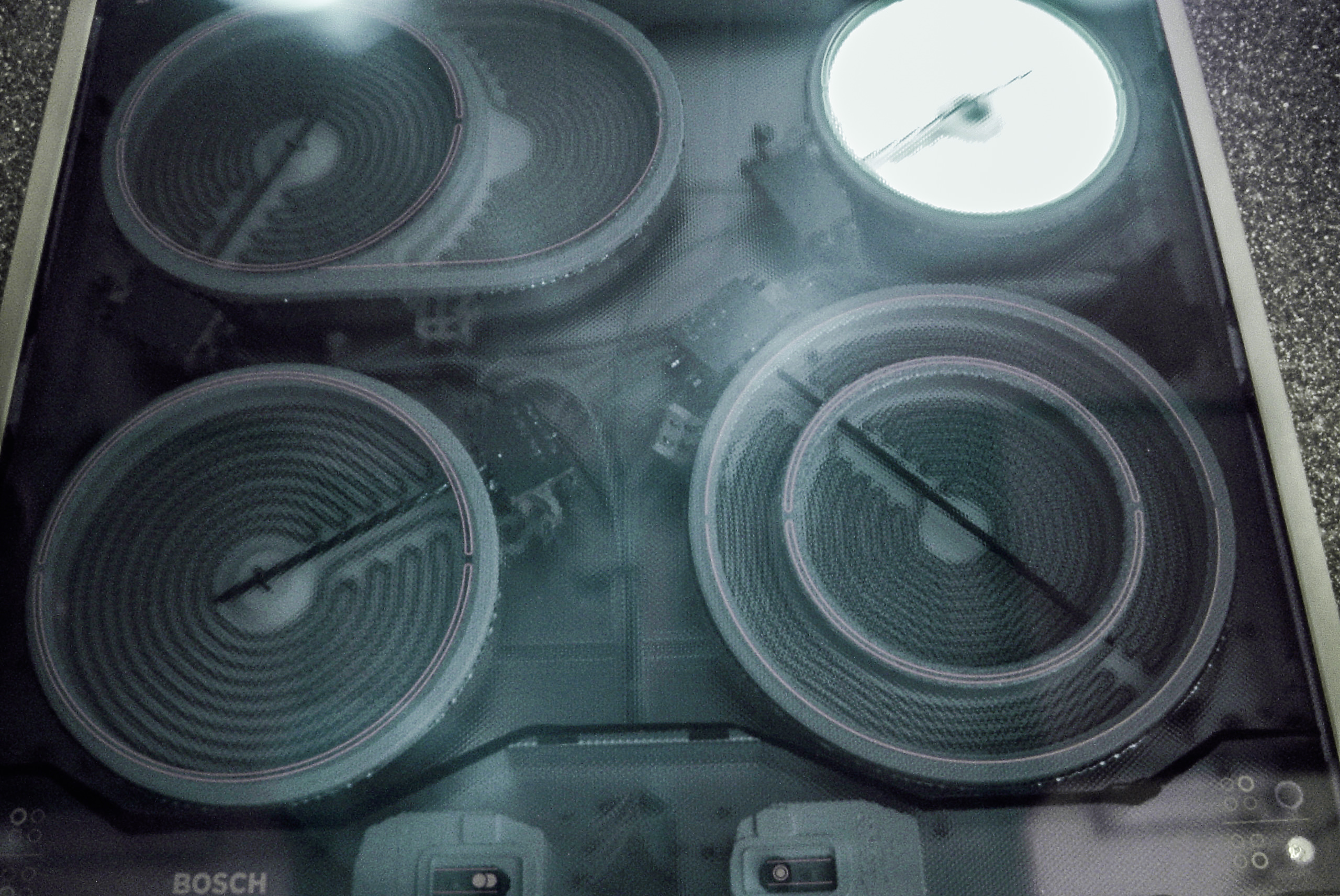
Fotografía infrarroja de una placa vitrocerámica de Ceran, un material transparente a la luz infrarroja

Las vitrocerámicas son un tipo de materiales policristalinos, que se producen mediante la cristalización controlada de un vidrio base, lo que genera una dispersión fina y uniforme de cristales por todo el compuesto. La cristalización se logra sometiendo vidrios adecuados a un proceso de tratamiento térmico cuidadosamente regulado, lo que da como resultado la nucleación y el crecimiento de las fases cristalinas. En muchos casos, el proceso de cristalización puede llegar casi a su finalización, pero en una pequeña proporción de los casos, a menudo permanece la fase vítrea residual.
Los materiales vitrocerámicos comparten muchas propiedades tanto con los vidrios como con las cerámicas. Poseen una fase amorfa y una o varias fases cristalinas, y se producen mediante la denominada cristalización controlada, a diferencia de la cristalización espontánea, un fenómeno que normalmente no es deseable en la fabricación de vidrio. Las vitrocerámicas tienen las ventajas de fabricación del vidrio, así como las propiedades especiales de la cerámica. Cuando se utilizan para sellar, algunos tipos de vitrocerámicas no requieren soldadura fuerte, pero pueden soportar temperaturas de soldadura de hasta 700 °C.
Suelen tener entre el 30% [m/m] y el 90% [m/m] de estructura cristalina, y permiten obtener una gran variedad de materiales con propiedades interesantes, como porosidad cero, alta resistencia, tenacidad, transparencia (u opacidad), posibilidad de pigmentación, opalescencia, dilatación térmica baja o incluso negativa, estabilidad a altas temperaturas, fluorescencia, mecanizado, ferromagnetismo, reabsorbibilidad o alta durabilidad química, biocompatibilidad, actividad biológica, conductividad iónica, superconductividad, capacidades de aislamiento, constante dieléctrica baja, resistencia a la corrosión, y alta resistividad y elevado voltaje de ruptura. Estas propiedades se pueden adaptar controlando la composición del vidrio base y mediante su tratamiento térmico/cristalización controlados. En la fabricación, las vitrocerámicas se valoran por tener la resistencia de la cerámica pero las propiedades de sellado hermético del vidrio.
Se produce principalmente en dos pasos: en primer lugar, se forma el vidrio mediante un proceso de fabricación propio del vidrio, y a continuación se enfría. En segundo lugar, el vidrio se somete a un proceso de tratamiento térmico controlado, con el que el vidrio cristaliza parcialmente. En la mayoría de los casos, se añaden a la composición base de la vitrocerámica agentes de nucleación, que contribuyen al proceso de cristalización y lo controlan. Como normalmente no se produce prensado ni sinterización, la vitrocerámica, a diferencia de las cerámicas sinterizadas, no tiene poros.
Existe una amplia variedad de sistemas vitrocerámicos, por ejemplo, el sistema Li2O × Al2O3 × nSiO2 (sistema LAS), el sistema MgO × Al2O3 × nSiO2 (sistema MAS) y el sistema ZnO × Sistema Al2O3 × nSiO2 (sistema ZAS).

## Historia

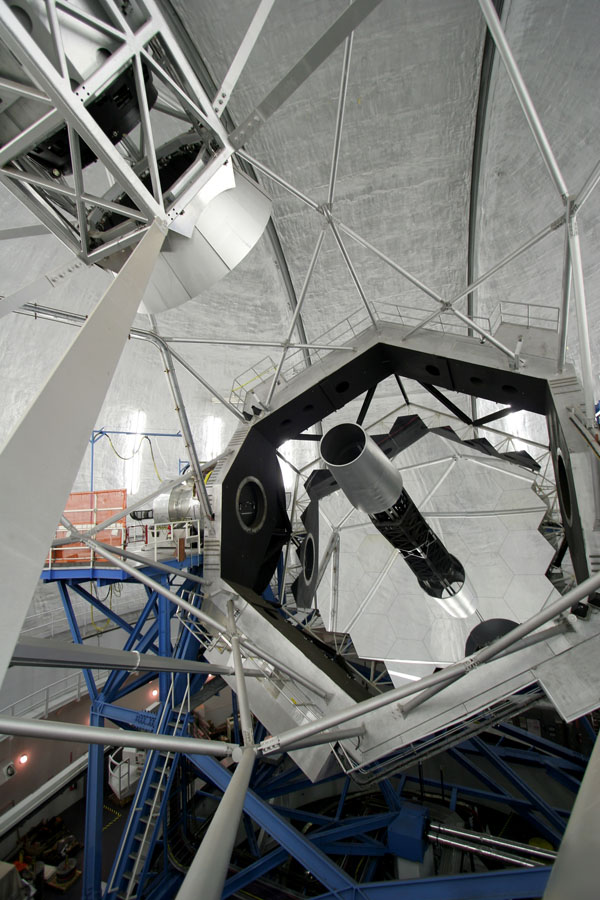
Espejo primario segmentado en hexágonos del telescopio Keck II del observatorio W. M. Keck. El espejo está hecho de Zerodur, una vitrocerámica desarrollada por Schott AG

El químico francés René Antoine Ferchault de Réaumur (1683-1757) hizo los primeros intentos de producir materiales policristalinos a partir de vidrio, demostrando que si las botellas de vidrio se envolvían en una mezcla de arena y yeso, y se sometían a calor al rojo durante varios días, se volvían opacas y parecidas a la porcelana. Aunque Réaumur logró convertir el vidrio en un material policristalino, no logró controlar el proceso de cristalización, que es un paso clave en la producción de materiales vitrocerámicos verdaderamente útiles, con las propiedades mejoradas mencionadas anteriormente.
El descubrimiento de la vitrocerámica se atribuye a un hombre llamado Donald Stookey, un renombrado científico del vidrio que trabajó en Corning Inc. durante 47 años. El primer resultado surgió de un compuesto de base vítrea, el Fotoform, que también fue descubierto por Stookey mientras buscaba un material capaz de poderse fotograbar para ser utilizado en las pantallas de televisión. Poco después de hallar el Fotoform, se descubrió el primer material cerámico cuando Stookey sobrecalentó una placa Fotoform en un horno a 900 grados centígrados y obtuvo una placa opaca de color blanco lechoso dentro del horno, en lugar del desorden fundido que se esperaba. Mientras examinaba el nuevo material, que acertadamente denominó Fotoceram, notó que era mucho más fuerte que el Fotoform con el que fue creado, ya que sobrevivió a una caída accidental sobre el suelo de hormigón.
A finales de la década de 1950, Stookey desarrollaría dos materiales vitrocerámicos más, uno encontró uso en la nariz del radomo de los misiles, mientras que el otro condujo a la línea de utensilios de cocina de consumo conocida como CorningWare. Los ejecutivos de la compañía Corning Inc. anunciaron el descubrimiento por parte de Stookey de este último "nuevo material básico" llamado Pyroceram, que se promocionaba como liviano, duradero, capaz de ser un aislante eléctrico y, sin embargo, resistente a los cambios bruscos de temperatura. En ese momento, solo había unos pocos materiales que ofrecían la combinación específica de características que ofrecía el Pyroceram, y el material se lanzó como la línea de utensilios de cocina CorningWare el 7 de agosto de 1958.
Parte del éxito del Pyroceram llevó a Corning a buscar procesos para reducir la fragilidad del vidrio, lo que se convirtió en una iniciativa a cargo del director técnico de Corning conocida como Proyecto Músculo. Un material vitrocerámico ultrafuerte menos conocido desarrollado en 1962, llamado Chemcor (ahora conocido como Gorilla Glass) fue producido por el equipo de investigación en vidrio de Corning, gracias a los trabajos acometidos en el Proyecto Músculo. El Chemcor incluso se utilizaría para innovar la línea de productos Pyroceram, ya que en 1961 Corning lanzó Centura Ware, un nueva línea de Pyroceram que fue revestida con un laminado de vidrio (inventada por John MacDowell) y tratada con el proceso Chemcor. Stookey continuó avanzando en el descubrimiento de las propiedades de la cerámica de vidrio, cuando en 1966 halló la manera de que el material fuera transparente. Finalmente, por temor a canibalizar las ventas de Pyrex, Corning no lanzaría productos con esta innovación hasta finales de la década de 1970, con el nombre de Visions.

## Nucleación y crecimiento de cristales
La clave para diseñar un material vitrocerámico es controlar la nucleación y el crecimiento de cristales en el vidrio base. La cantidad de cristalinidad variará dependiendo de la cantidad de núcleos presentes y del tiempo y la temperatura a los que se calienta el material. Es importante comprender los tipos de nucleación que ocurren en el material, ya sea homogénea o heterogénea.
La nucleación homogénea es un proceso resultante de la inestabilidad termodinámica inherente de un material vítreo. Cuando se aplica suficiente energía térmica al sistema, la fase vítrea metastable comienza a regresar al estado cristalino de menor energía. El término "homogéneo" se utiliza aquí porque la formación de núcleos proviene del vidrio base sin segundas fases o superficies que promuevan su formación.
La tasa de nucleación homogénea en un sistema condensado se puede describir con la siguiente ecuación, propuesta por Becker en 1938:
{\displaystyle I\ =\ A\exp \left(-{\frac {\Delta F^{*}+Q}{k_{B}T}}\right)}
Aquí, Q es la energía de activación para la difusión a través del límite de fase, A es una constante y {\displaystyle F^{*}} es la energía de activación máxima para la formación de un núcleo estable, como indica la siguiente ecuación:
{\displaystyle \Delta F^{*}={\frac {16\pi \Delta f_{s}^{3}}{3\Delta f_{v}^{2}}}}
en la que {\displaystyle \Delta f_{v}} es el cambio de energía libre por unidad de volumen resultante de la transformación de una fase a la otra, y {\displaystyle \Delta f_{s}} puede equipararse a la tensión interfacial.
Nucleación heterogénea es un término utilizado cuando se introduce un agente nucleante en el sistema para ayudar y controlar el proceso de cristalización. La presencia de este agente nucleante, en forma de fase o superficie adicional, puede actuar como catalizador de la nucleación y es particularmente eficaz si hay epitaxia entre el núcleo y el sustrato. Hay varios metales que pueden actuar como agentes nucleantes en el vidrio porque pueden existir en el vidrio en forma de dispersión de partículas de dimensiones coloidales. Ejemplos conocidos incluyen el cobre, la plata metálica y el platino. Stookey sugirió en 1959 que la eficacia de los catalizadores de nucleación metálicos se relaciona con las similitudes entre las estructuras cristalinas de los metales y la fase que se nuclea.
La característica más importante de la nucleación heterogénea es que se minimiza la tensión interfacial entre la heterogeneidad y la fase nucleada. Esto significa que la influencia que tiene la superficie catalizadora sobre la velocidad de nucleación está determinada por el ángulo de contacto en la interfaz. Basándose en este hecho, Turnbull y Vonnegut (1952) modificaron la ecuación de la tasa de nucleación homogénea para dar una expresión para la tasa de nucleación heterogénea:
{\displaystyle I_{c}\ =\ A^{1}\exp \left(-{\frac {\Delta F^{*}\ f(\theta )}{k_{B}T}}\right)}
Si se incluye la energía de activación para la difusión, como sugirió Stokey (1959a), la ecuación queda entonces como:
{\displaystyle I_{c}\ =\ A^{1}\exp \left(-{\frac {\Delta F^{*}\ f(\theta )+Q}{k_{B}T}}\right)}
A partir de estas ecuaciones, la nucleación heterogénea se puede describir en términos de los mismos parámetros que la nucleación homogénea con un factor de forma, que es función de θ (el ángulo de contacto). El término {\displaystyle f(\theta )} viene dado por:
{\displaystyle f(\theta )={\frac {(2+\cos \theta )(1-\cos \theta )^{2}}{4}}}

si el núcleo tiene forma de casquete esférico.
Además de la nucleación, también se requiere el crecimiento de cristales para la formación de vitrocerámicas. El proceso de crecimiento de los cristales es de considerable importancia a la hora de determinar la morfología del material compuesto vitrocerámico producido. El crecimiento de los cristales depende principalmente de dos factores. En primer lugar, depende de la velocidad a la que la estructura desordenada puede reorganizarse en una red periódica con un orden de mayor alcance. En segundo lugar, depende de la velocidad a la que se libera energía en la transformación de fase (esencialmente, la velocidad de enfriamiento en la interfaz).

## Materiales vitrocerámicos en aplicaciones médicas

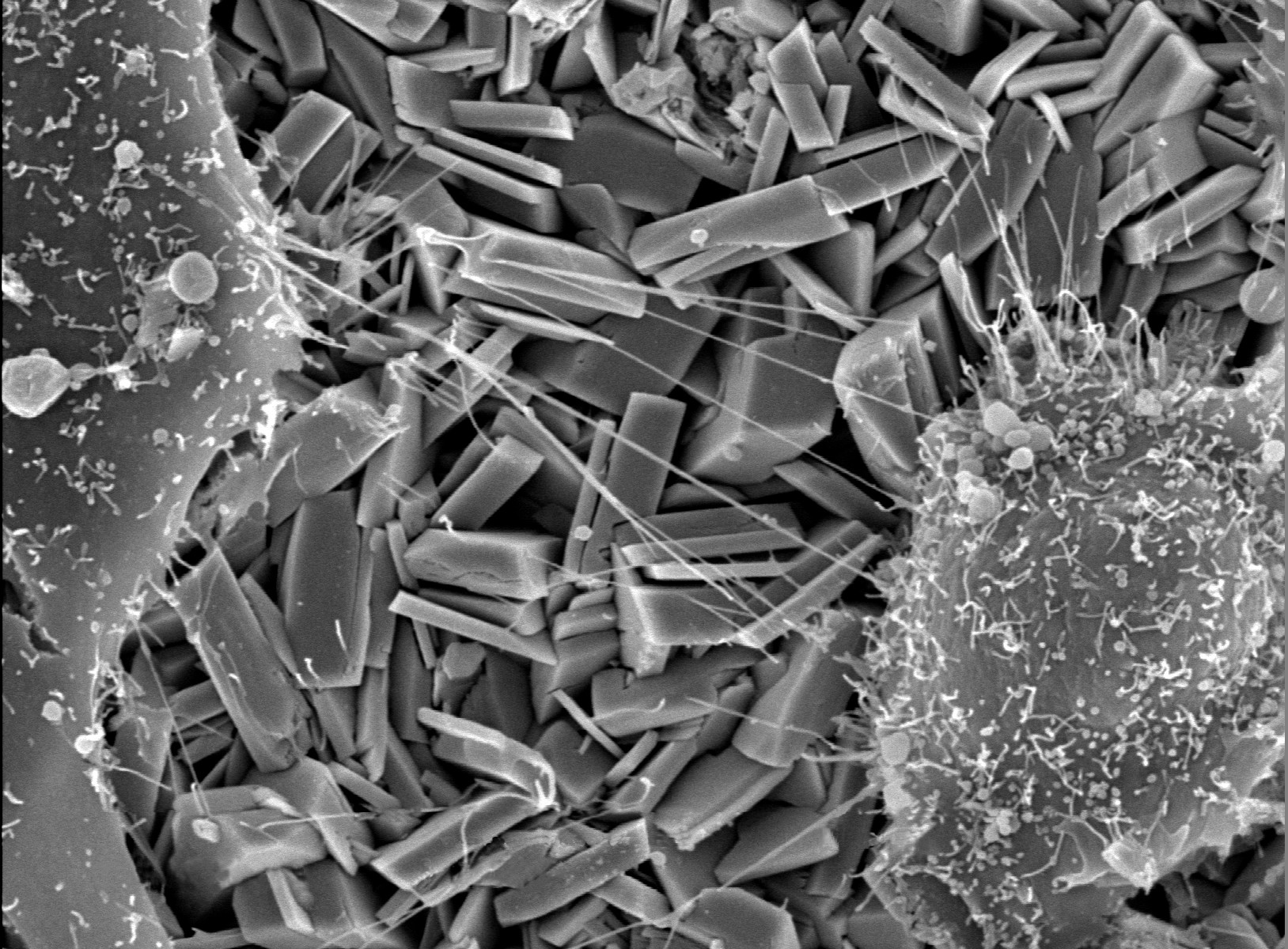
Imagen obtenida con un microscopio electrónico de barrido de dos osteoblastos (células formadoras de hueso), colonizando cristales de monetita

Las vitrocerámicas se utilizan en aplicaciones médicas debido a su interacción única, o falta de ella, con el tejido del cuerpo humano. Las biocerámicas generalmente se clasifican en los siguientes grupos según su biocompatibilidad: biopasivas (bioinertes), bioactivas o cerámicas reabsorbibles.
Las cerámicas biopasivas (bioinertes) se caracterizan, como su nombre indica, por la interacción limitada que tiene el material con el tejido biológico circundante. Históricamente, estos fueron los biomateriales de "primera generación" utilizados como reemplazo de tejidos faltantes o dañados. Un problema resultante del uso de biomateriales inertes fue la reacción del cuerpo al objeto extraño; Se descubrió que se produciría un fenómeno conocido como "encapsulación fibrosa", en el que crecerían tejidos alrededor del implante en un intento de aislar el objeto del resto del cuerpo. Esto ocasionalmente causó una variedad de problemas como necrosis o secuestro del implante. Dos materiales bioinertes comúnmente utilizados son la alúmina (Al2O3) y el circonio (ZrO2).
Los materiales bioactivos tienen la capacidad de formar enlaces e interfaces con tejidos naturales. En el caso de los implantes óseos, dos propiedades conocidas como osteoconducción y osteoinducción juegan un papel importante en el éxito y la longevidad del implante. La osteoconducción se refiere a la capacidad de un material para permitir el crecimiento óseo en la superficie y dentro de los poros y canales del material. Osteoinducción es un término utilizado cuando un material estimula la proliferación de células existentes, lo que hace que crezca hueso nuevo independientemente del implante. En general, la bioactividad de un material es el resultado de una reacción química, normalmente la disolución del material implantado. Las cerámicas de fosfato de calcio y los vidrios bioactivos se usan comúnmente como materiales bioactivos, ya que exhiben este comportamiento de disolución cuando se introducen en el tejido corporal vivo. Un objetivo de ingeniería relacionado con estos materiales es que la tasa de disolución del implante se corresponda estrechamente con la tasa de crecimiento del tejido nuevo, lo que lleva a un estado de equilibrio dinámico.
Las cerámicas reabsorbibles son similares a las cerámicas bioactivas en su interacción con el cuerpo, pero la principal diferencia radica en el grado de disolución. Las cerámicas reabsorbibles están destinadas a disolverse gradualmente por completo, mientras crece tejido nuevo en su lugar. La arquitectura de estos materiales se ha vuelto bastante compleja, con estructuras similares a espuma que se introducen para maximizar el área interfacial entre el implante y el tejido corporal. Un problema que surge del uso de materiales altamente porosos para implantes bioactivos/reabsorbibles es la baja resistencia mecánica, especialmente en áreas que soportan carga, como los huesos de las piernas. Un ejemplo de material reabsorbible que ha tenido cierto éxito es el fosfato tricálcico (TCP); sin embargo, también se queda corto en términos de resistencia mecánica cuando se usa en áreas de alto estrés.

## Sistema LAS
El sistema comercialmente más importante es el sistema Li2O × Al2O3 × nSiO2 (sistema LAS). Se refiere principalmente a una mezcla de litio, silicio y óxidos de aluminio con componentes adicionales, por ejemplo, agentes formadores de fase vítrea como Na2O, K2O y CaO y agentes refinadores. Como agentes de nucleación se utiliza más comúnmente óxido de circonio (IV) en combinación con óxido de titanio (IV). Este importante sistema fue estudiado primero e intensamente por Hummel, y Smoke.
Después de la cristalización, la fase cristalina dominante en este tipo de vitrocerámica es una solución sólida con alto contenido de cuarzo (solución de cuarzo sólida). Si la vitrocerámica se somete a un tratamiento térmico más intenso, esta solución de cuarzo sólida se transforma en una solución sólida de keatita (a veces denominada erróneamente beta-espodumena). Esta transición es irreversible y reconstructiva, lo que significa que los enlaces en la red cristalina se rompen y se recomponen de nuevo. Sin embargo, estas dos fases cristalinas muestran una estructura muy similar a la que pudo mostrar el compuesto con litio.
Una propiedad interesante de estas vitrocerámicas es su durabilidad termomecánica. La vitrocerámica del sistema LAS es un material mecánicamente resistente y puede soportar cambios de temperatura rápidos y repetidos de hasta 800-1000 °C. La fase cristalina dominante de las vitrocerámicas LAS, el cuarzo en disolución sólida, posee una fuerte dilatación térmica negativa, la solución sólida de keatita también presenta un coeficiente de dilatación negativo pero mucho más alto que el cuarzo en disolución sólida. Estos coeficientes térmicos negativos de la fase cristalina contrastan con los coeficientes positivos del vidrio residual. Ajustar la proporción de estas fases ofrece una amplia gama de posibles coeficientes de dilatación en el compuesto terminado. Principalmente para las aplicaciones actuales se desea un coeficiente de dilatación térmica bajo o incluso nulo. También es posible que sea negativo, lo que significa que, a diferencia de la mayoría de materiales, cuando se calienta, esta vitrocerámica se contrae. En un cierto punto, generalmente entre el 60% [m/m] y el 80% [m/m] de cristalinidad, los dos coeficientes se equilibran, de manera que la vitrocerámica en su conjunto tiene un coeficiente de dilatación térmica muy próximo a cero. Además, cuando una interfaz entre materiales está sujeta a fatiga térmica, las vitrocerámicas se pueden dosificar para que coincidan con el coeficiente del material al que se unirán.
Desarrolladas originalmente para su uso en espejos y soportes de espejo para telescopios astronómicos, las vitrocerámicas LAS se han hecho conocidas y han entrado en el mercado nacional a través de su uso en las placas de cocina vitrocerámicas, así como en menaje de cocina o como reflectores de alto rendimiento para proyectores digitales.

## Materiales compuestos de matriz cerámica
Un uso particularmente notable de la vitrocerámica es el procesamiento de materiales compuestos de matriz cerámica. Para muchos compuestos de matriz cerámica no se pueden utilizar las temperaturas y los tiempos de sinterización habituales, ya que la degradación y corrosión de las fibras constituyentes se vuelve un problema mayor a medida que aumentan la temperatura y el tiempo de sinterización.
Un ejemplo de esto son las fibras de SiC, que pueden comenzar a degradarse mediante pirólisis a temperaturas superiores a 1470 K. Una solución a este problema es utilizar la forma vítrea de la cerámica como materia prima de sinterización en lugar de la cerámica, ya que a diferencia de esta última, los gránulos de vidrio tienen un punto de reblandecimiento y generalmente fluirán a presiones y temperaturas mucho más bajas. Esto permite el uso de parámetros de procesamiento menos extremos, lo que hace posible la producción de muchas nuevas combinaciones de fibra y matriz tecnológicamente importantes mediante sinterización.

## Vitrocerámica en placas de cocinado
La vitrocerámica del sistema LAS es un material mecánicamente resistente y puede soportar cambios de temperatura rápidos y repetidos. Además, su superficie lisa similar al vidrio es fácil de limpiar, por lo que a menudo se utiliza como superficie de placas de cocina. El material tiene una conductividad térmica muy baja, lo que significa que se mantiene fresco fuera del área de cocción. Puede volverse casi transparente (pérdida del 15% al 20% en una placa típica) para la radiación infrarroja. En la zona visible, las vitrocerámicas pueden ser transparentes, translúcidas u opacas, e incluso pueden ser teñidas con pigmentos.
Sin embargo, la vitrocerámica no es totalmente irrompible. Al ser un material frágil como el vidrio y la cerámica, puede romperse. En particular, es menos resistente que las placas de cocción tradicionales de acero o hierro fundido. Ha habido casos en los que los usuarios informaron de daños en sus placas cuando la superficie resultó golpeada por un objeto duro o contundente (como una olla que cae desde arriba u otros objetos pesados).

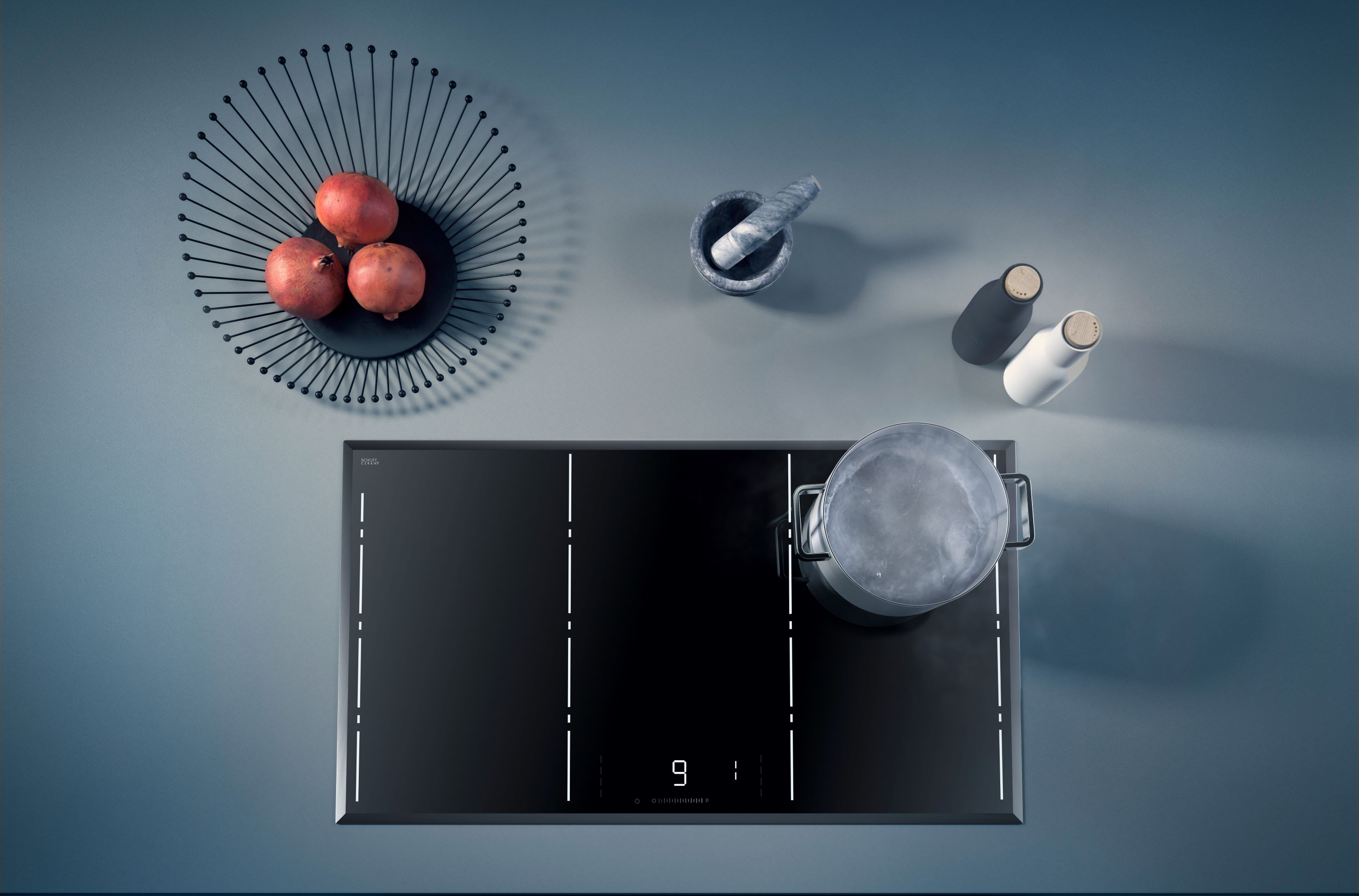
Placa de cocina vitrocerámica

A comienzos del siglo XXI coexistían dos tipos principales de cocinas eléctricas con placas de vitrocerámica:
- Las placas de calor radiante, que utilizan bobinas o lámparas infrarrojas halógenas como elementos calefactores. La superficie de la placa vitrocerámica encima del foco de calor se calienta, pero la superficie adyacente permanece fría debido al bajo coeficiente de conducción térmica del material.
- Las placas de inducción calientan el fondo de una olla metálica directamente a través de inducción electromagnética (corrientes de Foucault).

Esta tecnología no es del todo nueva, ya que las cocinas de vitrocerámica se introdujeron por primera vez en la década de 1970 utilizando placas de Corningware, en lugar del material más duradero que se utiliza hoy en día. Estas superficies lisas de primera generación eran problemáticas y solo podían usarse con utensilios de cocina de fondo plano, ya que el calentamiento era principalmente conductivo en lugar de radiativo.
En comparación con los fogones de cocina convencionales, las placas de vitrocerámica son relativamente fáciles de limpiar gracias a su superficie plana. Sin embargo, las placas de vitrocerámica se pueden rayar muy fácilmente, por lo que se debe tener cuidado de no deslizar las ollas sobre la superficie. Si se derrama un alimento con un alto contenido de azúcar (como la mermelada), nunca se debe dejar que se seque en la superficie, porque de lo contrario se producirán daños.
Para obtener mejores resultados y una máxima transferencia de calor, todos los utensilios de cocina deben tener fondo plano y coincidir con el mismo tamaño que la zona del quemador.

## Otros usos

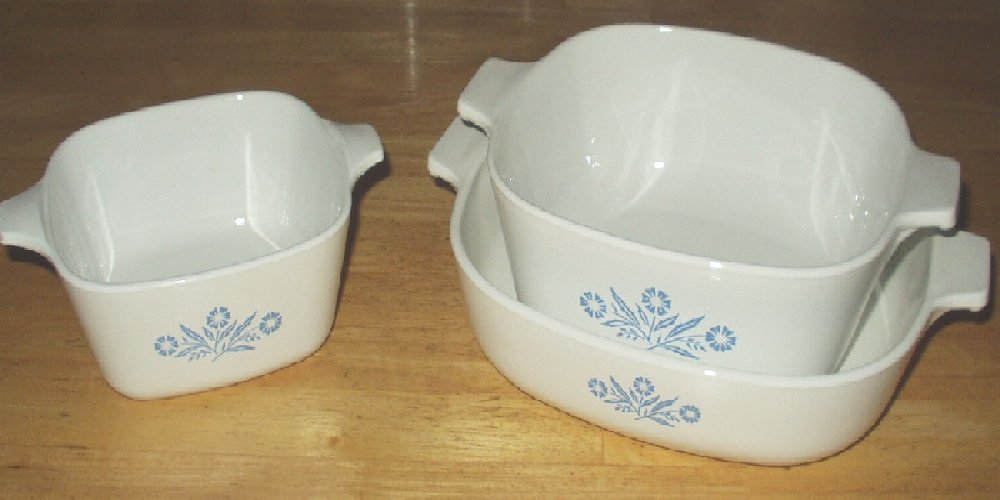
Cacerola y otros utensilios de cocina de CorningWare, con el patrón de decoración Flor de Maíz

Algunas marcas conocidas de vitrocerámica son Pyroceram, Ceran, Eurokera, Zerodur y Macor. Nippon Electric Glass es un fabricante predominante a nivel mundial de vitrocerámica, cuyos productos relacionados en esta área incluyen FireLite  y NeoCeram co.jp/en/product/cg/neoceram, materiales vitrocerámicos adecuados para aplicaciones arquitectónicas y de alta temperatura, respectivamente. Keralite, fabricado por Vetrotech Saint-Gobain, es una vitrocerámica especial a base de un material con clasificación de seguridad contra impactos para su uso en aplicaciones que requieran resistencia al fuego. Las vitrocerámicas fabricadas en la Unión Soviética/Rusia se conocen con el nombre de Sitall. Macor es un material cerámico de vidrio blanco, inodoro, similar a la porcelana, que fue desarrollado originalmente por Corning Inc. para minimizar la transferencia de calor durante los vuelos espaciales tripulados.  StellaShine, lanzado en 2016 por Nippon Electric Glass Co., es un material cerámico de vidrio resistente al calor con un efecto térmico. Resistencia a golpes de hasta 800 grados Celsius. Esto fue desarrollado como una adición a la línea de placas de cocción resistentes al calor de Nippon junto con materiales como Neoceram. KangerTech es un fabricante de cigarrillos electrónicos que comenzó en Shenzhen, China, que produce materiales vitrocerámicos y otras aplicaciones especiales de vidrio endurecido, como tanques de modificación de vaporizadores.
La misma clase de material también se utiliza en los utensilios de cocina de vitrocerámica Visions y  CorningWare, lo que permite llevarlos del congelador directamente a la estufa o al horno sin riesgo de choque térmico y al mismo tiempo manteniendo el aspecto transparente de la cristalería.